# Ambongia perrieri
Ambongia perrieri är en akantusväxtart som beskrevs av Raymond Benoist. Ambongia perrieri ingår i släktet Ambongia och familjen akantusväxter. Inga underarter finns listade i Catalogue of Life.